# غريغ جي. غويدري
غريغ جي. غويدري (بالإنجليزية: Greg G. Guidry)‏ هو قاضي ومحامي أمريكي، ولد في 1961.